# Tuuliset tienoot
Tuuliset tienoot è il secondo album in studio del gruppo femminile finlandese Indica, pubblicato nel 2005.

## Tracce
1. Vuorien taa – 3:16
2. Pidä kädestä – 3:49
3. Tuuliset tienoot – 3:59
4. Lapsuuden metsä – 5:07
5. Häkkilintu – 3:21
6. Varo – 4:17
7. Niin tuleni teen – 3:48
8. Kummajaisten joukko – 4:11
9. Rannalla – 5:21
10. Viimeinen tanssi – 3:20